# 吳伯超 (企業家)
吳伯超（1962年—），軍人及企業家，雅茗天地集團創辦人董事長。

## 生平
出生於台北市松山區民生社區眷村，高中畢業後報考軍校空軍通信電子學校專科班，空軍上尉軍官退伍。
空軍上尉退役的吳伯超三十三歲才創業，1994年帶著太太陳佑真及78萬退伍金遠赴香港日搖八百杯茶飲開了香港第一家台灣泡沫紅茶店——仙蹤林，是最早將珍珠奶茶帶出台灣的人。
在香港創業之初，因釋出百分之五十一股份與人合夥，不幸遇上虧空財務的投資股東，加上不諳市場業態，在競奪險境中幾乎無法再起。
隔年，夫妻倆在上海東山再起，之後在上海開了15家連鎖店，在全中國開了105家連鎖店，並在美國、加拿大、澳大利亞以及東南亞地區都開設了分店。發展成為在全球擁有125多家連鎖店的大公司，之後又轉攻外帶茶飲，另創「快樂檸檬」。
隨上海租金與人事成本不斷攀高，吳伯超不再堅持死守一線城市，二○○六年他決定讓仙蹤林轉戰廣州等二、三線城市，至於大本營上海，則轉攻小店面、展店快的外帶茶飲。
吳伯超將雅茗天地集團旗下的快樂檸檬打造為國際品牌，除了在中國大陸已經有相當的市佔率外，全球也已經累積相當多的加盟商，已擴展至二十個國家、於全球兩百多個城市插旗。
目前集團全球市場布局近20個國家、拓展進入200多個城市，共有近1200家門店，集團也在餐飲事業持續佈局，展開多角化營運。